# فهرست گل‌های ملی آندری شوچنکو

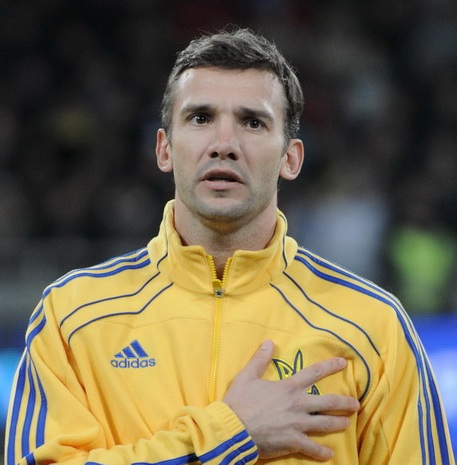
آندری شوچنکو با اوکراین در سال ۲۰۱۱

آندری شوچنکو یک فوتبالیست حرفه ای سابق اوکراینی است که از سال ۲۰۱۲ تا ۱۹۹۵ به مدت ۱۷ سال در تیم ملی فوتبال اوکراین به عنوان مهاجم حضور داشت. او با ۴۸ گل در ۱۱۱ بازی ، بهترین گلزن تاریخ تیم ملی اوکراین و پس از آناتولی تیموشوک (۱۴۴ گل) دومین بازیکن ملی پوش اوکراینی با بیشترین بازی ملی است.  او نماینده اوکراین در دو رقابت بین‌المللی، جام جهانی ۲۰۰۶ و جام ملت‌های اروپا ۲۰۱۲ بوده است و در طول دوران حرفه‌ای خود در هر یک از رقابت‌های مقدماتی کشورش شرکت کرده است.

## گل‌های ملی
| ت  | تاریخ           | میزبان                               | رقیب          | زده | پایانی | رقابت                          | م      |
| -- | --------------- | ------------------------------------ | ------------- | --- | ------ | ------------------------------ | ------ |
| ۱  | ۱ مه ۱۹۹۶       | ورزشگاه ۱۹ مه صامسون, صامسون         | ترکیه         | ۱-۱ | ۳-۲    | دوستانه                        | [ ۲ ]  |
| ۲  | ۲ آوریل ۱۹۹۷    | ورزشگاه المپیسکی, کی‌یف               | ایرلند شمالی  | ۱-۲ | ۱-۲    | مقدماتی جام جهانی ۱۹۹۸         | [ ۳ ]  |
| ۳  | ۷ مه ۱۹۹۷       | ورزشگاه المپیسکی, کی‌یف               | ارمنستان      | ۰-۱ | ۱-۱    | مقدماتی جام جهانی ۱۹۹۸         | [ ۴ ]  |
| ۴  | ۱۱ اکتبر ۱۹۹۷   | ورزشگاه هرازدان, ایروان              | ارمنستان      | ۰-۱ | ۰-۲    | مقدماتی جام جهانی ۱۹۹۸         | [ ۵ ]  |
| ۵  | ۱۵ نوامبر ۱۹۹۷  | ورزشگاه المپیسکی, کی‌یف               | کرواسی        | ۰-۱ | ۱-۱    | مقدماتی جام جهانی ۱۹۹۸ دور دوم | [ ۶ ]  |
| ۶  | ۱۵ جولای ۱۹۹۸   | ورزشگاه المپیسکی, کی‌یف               | لهستان        | ۲-۱ | ۲-۱    | دوستانه                        | [ ۷ ]  |
| ۷  | ۹ اکتبر ۱۹۹۹    | ورزشگاه لوژنیکی, مسکو                | روسیه         | ۱-۱ | ۱-۱    | مقدماتی جام ملت‌های اروپا ۲۰۰۰  | [ ۸ ]  |
| ۸  | ۱۳ نوامبر ۱۹۹۹  | ورزشکاه بزیگارد, لیوبلیانا           | اسلوونی       | ۰-۱ | ۲-۱    | پلی‌آف‌ جام ملت‌های اروپا ۲۰۰۰    | [ ۹ ]  |
| ۹  | ۲۶ آوریل ۲۰۰۰   | ورزشگاه گئورگی آسپاروهوف, صوفیه      | بلغارستان     | ۰-۱ | ۰-۱    | دوستانه                        | [ ۱۰ ] |
| ۱۰ | ۲ سپتامبر ۲۰۰۰  | ورزشگاه المپیسکی, کی‌یف               | لهستان        | ۱-۱ | ۳-۱    | مقدماتی جام جهانی ۲۰۰۲         | [ ۱۱ ] |
| ۱۱ | ۷ اکتبر ۲۰۰۰    | ورزشگاه جمهوریت, ایروان              | ارمنستان      | ۲-۱ | ۲-۳    | مقدماتی جام جهانی ۲۰۰۲         | [ ۱۲ ] |
| ۱۲ | ۷ اکتبر ۲۰۰۰    | ورزشگاه جمهوریت, ایروان              | ارمنستان      | ۲-۳ | ۲-۳    | مقدماتی جام جهانی ۲۰۰۲         | [ ۱۲ ] |
| ۱۳ | ۱۱ اکتبر ۲۰۰۰   | ورزشگاه اولوال, اسلو                 | نروژ          | ۰-۱ | ۰-۱    | مقدماتی جام جهانی ۲۰۰۲         | [ ۱۳ ] |
| ۱۴ | ۲۸ مارس ۲۰۰۱    | ورزشگاه میلنیوم, کاردیف              | ولز           | ۱-۱ | ۱-۱    | مقدماتی جام جهانی ۲۰۰۲         | [ ۱۴ ] |
| ۱۵ | ۱ سپتامبر ۲۰۰۱  | ورزشگاه دینامو, مینسک                | بلاروس        | ۰-۱ | ۰-۲    | مقدماتی جام جهانی ۲۰۰۲         | [ ۱۵ ] |
| ۱۶ | ۱ سپتامبر ۲۰۰۱  | ورزشگاه دینامو, مینسک                | بلاروس        | ۰-۲ | ۰-۲    | مقدماتی جام جهانی ۲۰۰۲         | [ ۱۵ ] |
| ۱۷ | ۵ سپتامبر ۲۰۰۱  | ورزشگاه اوکراین, لویو                | ارمنستان      | ۰-۱ | ۰-۳    | مقدماتی جام جهانی ۲۰۰۲         | [ ۱۶ ] |
| ۱۸ | ۶ اکتبر ۲۰۰۱    | ورزشگاه سیلیزیان, خوژوف              | لهستان        | ۱-۱ | ۱-۱    | مقدماتی جام جهانی ۲۰۰۲         | [ ۱۷ ] |
| ۱۹ | ۱۴ نوامبر ۲۰۰۱  | ورزشگاه وستفالن, دورتموند            | آلمان         | ۴-۱ | ۴-۱    | مقدماتی جام جهانی ۲۰۰۲ (اروپا) | [ ۱۸ ] |
| ۲۰ | ۷ ژوئن ۲۰۰۳     | ورزشگاه اوکراین, لویو                | ارمنستان      | ۲-۲ | ۳-۴    | مقدماتی جام ملت‌های اروپا ۲۰۰۴  | [ ۱۹ ] |
| ۲۱ | ۷ ژوئن ۲۰۰۳     | ورزشگاه اوکراین, لویو                | ارمنستان      | ۲-۳ | ۳-۴    | مقدماتی جام ملت‌های اروپا ۲۰۰۴  | [ ۱۹ ] |
| ۲۲ | ۱۰ سپتامبر ۲۰۰۳ | ورزشگاه مانوئل مارتینز والرو, الچه   | اسپانیا       | ۲-۱ | ۲-۱    | مقدماتی جام ملت‌های اروپا ۲۰۰۴  | [ ۲۰ ] |
| ۲۳ | ۹ اکتبر ۲۰۰۴    | ورزشگاه المپیسکی, کی‌یف               | یونان         | ۰-۱ | ۱-۱    | مقدماتی جام جهانی ۲۰۰۶         | [ ۲۱ ] |
| ۲۴ | ۱۳ اکتبر ۲۰۰۴   | ورزشگاه اوکراین, لویو                | گرجستان       | ۰-۲ | ۰-۲    | مقدماتی جام جهانی ۲۰۰۶         | [ ۲۲ ] |
| ۲۵ | ۱۷ نوامبر ۲۰۰۴  | ورزشگاه شکری سراج‌اوغلو, استانبول     | ترکیه         | ۰-۲ | ۰-۳    | مقدماتی جام جهانی ۲۰۰۶         | [ ۲۳ ] |
| ۲۶ | ۱۷ نوامبر ۲۰۰۴  | ورزشگاه شکری سراج‌اوغلو, استانبول     | ترکیه         | ۰-۳ | ۰-۳    | مقدماتی جام جهانی ۲۰۰۶         | [ ۲۳ ] |
| ۲۷ | ۴ ژوئن ۲۰۰۵     | ورزشگاه المپیسکی, کی‌یف               | قزاقستان      | ۰-۱ | ۰-۲    | مقدماتی جام جهانی ۲۰۰۶         | [ ۲۴ ] |
| ۲۸ | ۸ اکتبر ۲۰۰۵    | ورزشگاه متئور, دنیپرو                | آلبانی        | ۰-۱ | ۲-۲    | مقدماتی جام جهانی ۲۰۰۶         | [ ۲۵ ] |
| ۲۹ | ۸ ژوئن ۲۰۰۶     | ورزشگاه جسی بارتل, شهر لوکزامبورگ    | لوکزامبورگ    | ۰-۳ | ۰-۳    | دوستانه                        | [ ۲۶ ] |
| ۳۰ | ۱۹ ژوئن ۲۰۰۶    | ورزشگاه فولکسپارک, هامبورگ           | عربستان سعودی | ۰-۳ | ۰-۴    | جام جهانی ۲۰۰۶                 | [ ۲۷ ] |
| ۳۱ | ۲۳ ژوئن ۲۰۰۶    | ورزشگاه المپیک, برلین                | تونس          | ۰-۱ | ۰-۱    | جام جهانی ۲۰۰۶                 | [ ۲۸ ] |
| ۳۲ | ۶ سپتامبر ۲۰۰۶  | ورزشگاه المپیسکی, کی‌یف               | گرجستان       | ۰-۱ | ۲-۳    | مقدماتی جام ملت‌های اروپا ۲۰۰۸  | [ ۲۹ ] |
| ۳۳ | ۱۱ اکتبر ۲۰۰۶   | ورزشگاه المپیسکی, کی‌یف               | اسکاتلند      | ۰-۲ | ۰-۲    | مقدماتی جام ملت‌های اروپا ۲۰۰۸  | [ ۳۰ ] |
| ۳۴ | ۱۲ سپتامبر ۲۰۰۷ | ورزشگاه المپیسکی, کی‌یف               | ایتالیا       | ۱-۱ | ۲-۱    | مقدماتی جام ملت‌های اروپا ۲۰۰۸  | [ ۳۱ ] |
| ۳۵ | ۱۳ اکتبر ۲۰۰۷   | ورزشگاه همپدن پارک, گلاسکو           | اسکاتلند      | ۲-۱ | ۳-۱    | مقدماتی جام ملت‌های اروپا ۲۰۰۸  | [ ۳۲ ] |
| ۳۶ | ۲۱ نوامبر ۲۰۰۷  | ورزشگاه المپیسکی, کی‌یف               | فرانسه        | ۲-۲ | ۲-۲    | مقدماتی جام ملت‌های اروپا ۲۰۰۸  | [ ۳۳ ] |
| ۳۷ | ۲۶ مارس ۲۰۰۸    | ورزشگاه دینامو لوبانوفسکی, کی‌یف      | صربستان       | ۰-۱ | ۰-۲    | دوستانه                        | [ ۳۴ ] |
| ۳۸ | ۶ سپتامبر ۲۰۰۸  | ورزشگاه اوکراین, لویو                | بلاروس        | ۰-۱ | ۰-۱    | مقدماتی جام جهانی ۲۰۱۰         | [ ۳۵ ] |
| ۳۹ | ۱۰ سپتامبر ۲۰۰۸ | ورزشگاه آلماتی, آلماتی               | قزاقستان      | ۰-۲ | ۱-۳    | مقدماتی جام جهانی ۲۰۱۰         | [ ۳۶ ] |
| ۴۰ | ۱ آوریل ۲۰۰۹    | ورزشگاه ومبلی, لندن                  | انگلستان      | ۱-۱ | ۲-۱    | مقدماتی جام جهانی ۲۰۱۰         | [ ۳۷ ] |
| ۴۱ | ۶ ژوئن ۲۰۰۹     | ورزشگاه ماکسیمیر, زاگرب              | کرواسی        | ۱-۱ | ۲-۲    | مقدماتی جام جهانی ۲۰۱۰         | [ ۳۸ ] |
| ۴۲ | ۵ سپتامبر ۲۰۰۹  | ورزشگاه دینامو لوبانوفسکی, کی‌یف      | آندورا        | ۰-۳ | ۰-۵    | مقدماتی جام جهانی ۲۰۱۰         | [ ۳۹ ] |
| ۴۳ | ۱۴ اکتبر ۲۰۰۹   | ورزشگاه آندورا لا ولا, آندورا لا ولا | آندورا        | ۰-۱ | ۰-۶    | مقدماتی جام جهانی ۲۰۱۰         | [ ۴۰ ] |
| ۴۴ | ۲۵ مه ۲۰۱۰      | ورزشگاه متالیست, خارکوف              | لیتوانی       | ۰-۳ | ۰-۴    | دوستانه                        | [ ۴۱ ] |
| ۴۵ | ۲۵ مه ۲۰۱۰      | ورزشگاه متالیست, خارکوف              | لیتوانی       | ۰-۴ | ۰-۴    | دوستانه                        | [ ۴۱ ] |
| ۴۶ | ۷ اکتبر ۲۰۱۱    | ورزشگاه دینامو لوبانوفسکی, کی‌یف      | بلغارستان     | ۰-۲ | ۰-۳    | دوستانه                        | [ ۴۲ ] |
| ۴۷ | ۱۱ ژوئن ۲۰۱۲    | ورزشگاه المپیسکی, کی‌یف               | سوئد          | ۱-۱ | ۱-۲    | جام ملت‌های اروپا ۲۰۱۲          | [ ۴۳ ] |
| ۴۸ | ۱۱ ژوئن ۲۰۱۲    | ورزشگاه المپیسکی, کی‌یف               | سوئد          | ۱-۲ | ۱-۲    | جام ملت‌های اروپا ۲۰۱۲          | [ ۴۳ ] |